# Hoch wie nie
Hoch wie nie ist ein Best-of-Album mit Songs des österreichischen Musikers Falco (1957–1998). Es erschien zu Falcos 50. Geburtstag als Doppel-CD-Album zusammen mit der gleichnamigen DVD, die eine Dokumentation über Falcos Leben und Karriere enthält.

## Hintergrund
Obwohl seit 1999 zahlreiche Best-of-Alben erschienen, war das posthum veröffentlichte Album Verdammt wir leben noch das vorerst letzte in den Charts vertretene Falco-Album. Dies änderte sich mit der Veröffentlichung dieser Doppel-CD, die es gleich in der ersten Woche auf Platz 1 der österreichischen Longplay Charts schaffte und in kürzester Zeit Doppelplatin erreichte.
Die reguläre Version des Albums enthält 33 Tracks. Es wurde aber bei der Veröffentlichung auch eine „Limited Edition“ angeboten, welche zusätzlich den Track „Urban Tropical“ (B-Seite der Rock-Me-Amadeus-Single 1985) sowie ein 36-seitiges Booklet enthält. Das Album umfasst hauptsächlich Songs, die zu Falcos Lebzeiten veröffentlicht wurden aber auch einige posthum erschienene Titel. Anlässlich des 10. Todestages wurde das Best-of im Jahr 2008 neu veröffentlicht. Dieses unterscheidet sich kaum vom Original. Lediglich das Cover ist schwarz.

## Booklet
Das Booklet zeigt einen kleinen Rückblick auf Falcos Schaffen und enthält sowohl eine Biografie als auch eine (unvollständige) Diskografie von Hans Hölzel (Falco). Es beinhaltet auch die Texte zu den auf der Doppel-CD enthaltenen Songs mit Veröffentlichungsdatum und Angabe der Mitwirkenden. Viele Bilder und Zeitungsausschnitte sind ebenso enthalten.

## Männer des Westens (2007)
Vom Produzenten Thorsten Börger, der unter anderem auch für Out of the Dark, Egoist und Naked verantwortlich war, wurde ein Remix des Liedes Männer des Westens, welches als Original auf dem Album Falco 3 erschienen war, gemacht. Er findet sich als Bonus-Track auf dem Album.
Die Single dieses Remixes war zwar nicht so erfolgreich wie das Album, wurde aber trotzdem auf der Compilation Bravo Hits 56 veröffentlicht. Die Single kam Anfang März 2007 in die Österreichischen Top 75 und schaffte es bis auf Platz 14. In Deutschland schaffte sie es bis auf Platz 55.

## Titelliste

### CD 1
1. Der Kommissar – 3:52
2. Vienna Calling – 4:08
3. Jeanny – 5:53
4. Emotional – 4:54
5. The Sound of Musik – 4:57
6. Junge Roemer – 4:30
7. Wiener Blut – 3:31
8. Hoch wie nie – 4:21
9. Munich Girls – 4:17
10. Nachtflug – 3:15
11. No Answer (Hallo Deutschland) – 3:37
12. Nur mit dir – 4:27
13. Helden von Heute – 4:07
14. Kann es Liebe sein – 4:06
15. Ihre Tochter – 4:26
16. Auf der Flucht – 4:36
17. Ganz Wien – 5:05

### CD 2
1. Rock Me Amadeus – 3:32
2. Maschine brennt – 3:38
3. America – 3:56
4. Out of the Dark – 3:36
5. Egoist – 3:39
6. Brillantin’ Brutal – 3:47
7. Data De Groove – 4:58
8. Verdammt wir leben noch (Album Version) – 5:15
9. Naked – Falco feat. T-MB – 3:48
10. Mutter, der Mann mit dem Koks ist da – T-MA a.k.a Falco – 3:40
11. Titanic – 3:56
12. Europa (Album Version) – 5:07
13. Coming Home (Jeanny Part 2, Ein Jahr danach) – 5:32
14. It’s All Over Now, Baby Blue (Rough Mix) – 4:40
15. Tribute to Falco * (Radio Mix) – The Bolland Project feat. Alida – 3:26
16. Männer des Westens * (T. Börger Version 2007) – 3:25
17. Urban Tropical ** – 3:51

* Bonustracks
**Bonustrack auf der Limited Edition

## Kommerzieller Erfolg

### Chartplatzierungen
| ChartsChartplatzierungen | Höchstplatzierung | Wochen |
| ------------------------ | ----------------- | ------ |
| Deutschland (GfK)        | 2 (25 Wo.)        | 25     |
| Österreich (Ö3)          | 1 (35 Wo.)        | 35     |
| Schweiz (IFPI)           | 5 (12 Wo.)        | 12     |

| ChartsJahrescharts (2007) | Platzierung |
| ------------------------- | ----------- |
| Deutschland (GfK)         | 35          |
| Österreich (Ö3)           | 1           |
| Schweiz (IFPI)            | 65          |

### Auszeichnungen für Musikverkäufe
| Land/Region        | Auszeichnungen für Musikverkäufe (Land/Region, Auszeichnung, Verkäufe) | Verkäufe |
| ------------------ | ---------------------------------------------------------------------- | -------- |
| Deutschland (BVMI) | Platin                                                                 | 200.000  |
| Österreich (IFPI)  | 3× Platin                                                              | 60.000   |
| Schweiz (IFPI)     | Gold                                                                   | 15.000   |
| Insgesamt          | 1× Gold · 4× Platin ·                                                  | 275.000  |